# Oulad Ayad
Pour les articles homonymes, voir Ayad.
Oulad Ayad (en berbère : ⵓⵍⴰⴷ ⵄⵢⵢⴰⴷ) est une ville de la région de Béni Mellal-Khénifra qui dépend de la province de Fquih Ben Salah depuis 2009 et faisait auparavant partie de la province de Béni Mellal.

### Sources
- (en) Oulad Ayad sur le site de Falling Rain Genomics, Inc.
- (ar)voir aussi http://www.ouledayad.com